# Endotrichella margaritifera
Endotrichella margaritifera är en fjärilsart som beskrevs av George Francis Hampson 1919. Endotrichella margaritifera ingår i släktet Endotrichella och familjen Crambidae. Inga underarter finns listade i Catalogue of Life.